# 巴特拉贡杜
巴特拉贡杜（Batlagundu），是印度泰米尔纳德邦Dindigul县的一个城镇。总人口22007（2001年）。

## 人口
该地2001年总人口22007人，其中男性11126人，女性10881人；0—6岁人口2088人，其中男1076人，女1012人；识字率75.83%，其中男性为80.72%，女性为70.82%。